# Wydział Farmaceutyczny Uniwersytetu Warszawskiego
Wydział Farmaceutyczny Uniwersytetu Warszawskiego – istniejąca w latach 1926–1950 jednostka organizacyjna Uniwersytetu Warszawskiego zajmująca się kształceniem i badaniami naukowymi w zakresie farmacji. Na jej bazie w 1952 utworzono w Akademii Medycznej w Warszawie (pierwotnie nosiła nazwę Akademia Lekarska w Warszawie) Wydział Farmaceutyczny.

## Historia
Wydział powstał w 1926 z Oddziału Farmaceutycznego Wydziału Lekarskiego Uniwersytetu Warszawskiego. Podstawą prawną było rozporządzenie z 29 stycznia 1926 Ministra Wyznań Religijnych i Oświecenia Publicznego. Organizatorami studiów farmaceutycznych byli profesor i wykładowca chemii farmaceutycznej Stanisław Weil oraz Władysław Mazurkiewicz (pierwszy dziekan), Osman Achmatowicz (dziekan wydziału w latach 1934-1939). Wśród wykładowców Wydziału byli m.in.:  Bronisław Koskowski, Piotr Kubikowski, Stanisław Kroszczyński. Wydział był pierwszą i jedyną do 1945 samodzielną jednostką naukowo-dydaktyczną kształcącą w zakresie farmacji w Polsce. Realizowano w niej 4-letnie studia oraz nadawano stopień naukowy doktora nauk farmaceutycznych. W okresie międzywojennym studiowało w nim ok. 30-40% ogółu słuchaczy farmacji w kraju. Do 1939 tytuł magistra farmacji w wydziale uzyskało 699 osób.
W czasie II wojny światowej okupant zakazał działalności uniwersytetu, w tym i wydziału. Wykładowcy wydziału prowadzili jednak nauczanie w konspiracji począwszy od roku akademickiego 1941/1942. Pod koniec 1942 tajny wydział stał się częścią tajnego Uniwersytetu Ziem Zachodnich. Wybuch powstania warszawskiego przerwał jego działalność.
Powojenną działalność wydziału wznowiono na przełomie stycznia i lutego 1945. Zajęcia odbywały się w gmachu Wydziału Weterynaryjnego UW przy ul. Grochowskiej 272 w Warszawie.
W 1950 na mocy rozporządzenia Rady Ministrów z dnia 24 października 1949 r. wydział został wyodrębniony z Uniwersytetu Warszawskiego i stał się częścią nowo powołanej Akademii Lekarskiej w Warszawie. Na rzecz Akademii przeszedł także dotychczasowy majątek wydziału. W latach 1945–1950 w Wydziale Farmaceutycznym UW dyplom magistra farmacji uzyskały 241 osób, w tym 101 dawnych studentów Wydziału z okresu przedwojennego.